# Aphis chloris
Aphis chloris är en insektsart som beskrevs av Koch 1854. Aphis chloris ingår i släktet Aphis och familjen långrörsbladlöss. Arten är reproducerande i Sverige. Inga underarter finns listade i Catalogue of Life.